# Mustafa Gürel
Mustafa Gürel (* 7. März 1988 in Istanbul) ist ein türkischer Fußballspieler.

## Karriere
Gürel kam im Istanbuler Stadtteil Fatih auf die Welt und durchlief hier die Jugendmannschaften von Eroğluspor, Damlaspor und Zeytinburnuspor. 2007 erhielt er bei Zeytinburnuspor einen Profivertrag und wurde in en Profikader aufgenommen. In die Profimannschaft aufgestiegen, erkämpfte er sich sofort einen Stammplatz und spielte hier die nächsten drei Jahre.
Zum Sommer 2010 wechselte er zum Zweitligisten Samsunspor. Hier kam er nur gelegentlich zu Spieleinsätzen. Mit seinem Team erreichte er aber über die Vizemeisterschaft der TFF 1. Lig den direkten Aufstieg in die Süper Lig. Nach dem Aufstieg wechselte er zum Drittligisten Ofspor.
Nach einem Jahr bei Ofspor wechselte er im Sommer 2012 innerhalb der Liga zu Kahramanmaraşspor. Bereits in seiner ersten Saison erreichte er mit seinem Team die Zweitligameisterschaft und damit den direkten Aufstieg in die TFF 1. Lig.
Im Sommer 2013 wechselte Gürel zum Viertligisten Tuzlaspor.

## Erfolge
mit Samsunspor
- Vizemeister der TFF 1. Lig 2010/11 und Aufstieg in die Süper Lig

mit Kahramanmaraşspor
- Meister der TFF 2. Lig 2012/13 und Aufstieg in die TFF 1. Lig